# Облигация с ипотечным покрытием
Облигация с ипотечным покрытием — ценная бумага, исполнение обязательств по которой обеспечивается залогом ипотечного покрытия.

## Описание

### Облигация с ипотечным покрытием в России
Жилищная облигация с ипотечным покрытием представляет собой одну из разновидностей облигации с ипотечным покрытием. Для этого вида ценных бумаг характерно то, что в состав ипотечного покрытия включены только права требования, обеспеченные залогом жилых помещений. Кредитные организации и ипотечные агенты совершают эмиссию облигаций с ипотечным покрытием. Чтобы осуществлять такую деятельность, кредитные организации должны соответствовать целому ряду требований.
Ипотечными агентами называются специализированные коммерческие организации, которые приобретают права требования по кредитам, обеспеченным ипотекой, или закладными. Приобретение требований осуществляется через договор купли-продажи или через другие документы. Ипотечный агент должен быть акционерным обществом. Бухгалтерский учет должен вестись специализированной организацией. Ипотечный агент должен располагать учредительными документами, в которых будет указано общее количество выпусков облигаций с ипотечным покрытием, для эмиссии которых ипотечный агент был создан. Ипотечный агент не должен изменять общее количество облигаций с ипотечным покрытием.
Проценты по облигациям с ипотечным покрытием выплачиваются как минимум раз в год. Такие облигации выпускаются в документарной и бездокументарной форме. Сертификат облигации с ипотечным покрытием документарной формы содержит указание о порядке и условии выплаты дохода его владельцу.
Владельцы облигаций с ипотечным покрытием получают процент, размер которого определяется решением о выпуске облигаций с ипотечным покрытием их номинальной стоимости. Залог ипотечного покрытия гарантирует исполнение обязательств по этим облигациям.
В 2015 году объем ежегодных эмиссий ипотечных облигаций составил 65 миллиардов рублей. В 2017 году уже 125 миллиардов. В 2015 году большую часть эмиссий ипотечных облигаций осуществляли ипотечные агенты.

### Ипотечные облигации в США
Коммунальные электроэнергетические компании выступают в роли крупного эмитента долговых обязательств, которые обеспечиваются ипотечными долговыми обязательствами. The United Illuminating Company в штате Коннектикут выпускает необеспеченные облигации, остальные выпускают ипотечные облигации. Телефонные компании и компании, которые специализируются на транспортировке и распределении газа, также используют ипотечные облигации как источник средств.

### Облигации с ипотечным покрытием в Европе
Ипотечные облигации в таких странах, как Швеция и Дания, выступают в роли основного инструмента фондирования. 90 % ипотеки в Дании финансируется при помощи эмиссии ипотечных облигаций. 139,6 % от ВВП страны составляет общий объем рынка облигаций с ипотечным покрытием. В странах Восточной Европы финансирование ипотечного кредитования через ипотечные ценные бумаги развито меньше. В Германии — стране, где ипотечные облигации впервые распространились, финансирование ипотечного кредитования через ипотечные ценные бумаги достаточно распространено. Европейская ипотечная федерация предоставила данные, согласно которым в 2014 году вклады населения — это основной источник финансирования ипотеки в ЕС. На втором месте — ипотечные облигации.